# Queer Tango

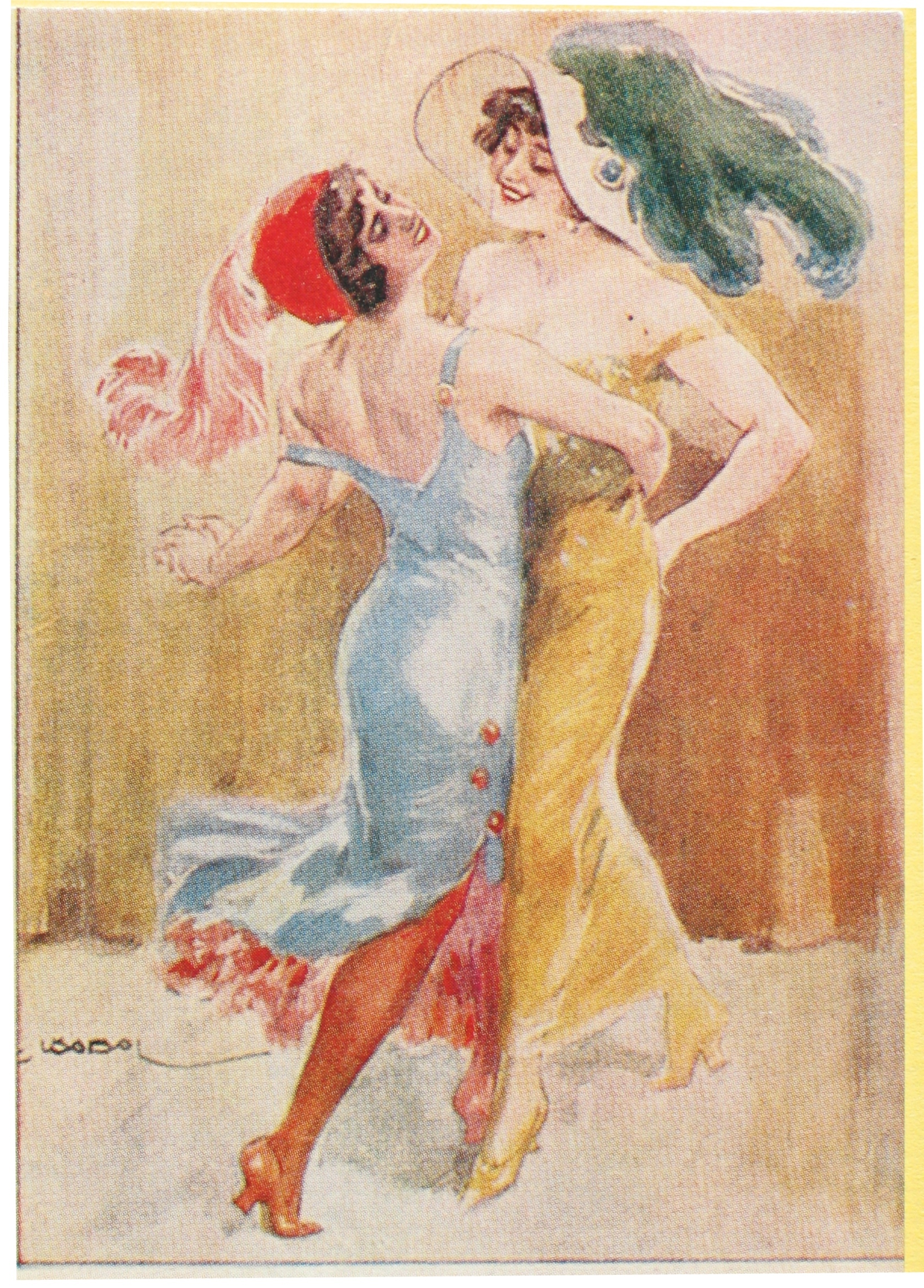
Zwei tangotanzende Frauen auf einer sowjetischen Postkarte aus den 1920er Jahren

Der Queer Tango ist eine Variante des Tangos, bei dem die traditionellen Geschlechterrollen beliebig gewechselt werden können und auch gleichgeschlechtliche Tanzpaare möglich sind. Queer steht in diesem Zusammenhang nicht nur als Selbstbezeichnung für die LGBT-Gemeinschaft (vgl. Queer-Theorie), sondern schließt mit dem Begriff auch heterosexuelle Tanzpaare ein, die die konventionellen Geschlechterrollen ignorieren.

## Bedeutung

### Traditioneller Mann-Frau-Tanz
Im Tango vom Rio de la Plata, einem sinnlichen Paartanz, gibt es einen führenden und einen folgenden Tanzpartner. Traditionell führt der Mann, und die Frau folgt (oft mit geschlossenen Augen). Im Ursprungsgebiet des Tangos, in den Hafenstädten am Río de la Plata, beschreibt man dies mit dem Reim: El hombre conduce, la mujer seduce y se luce. („Der Mann führt, die Frau verführt und glänzt.“). Mit Tango verbindet man Machismus, männlichen Chauvinismus und Heterosexualität:

„Geschlecht, das in den letzten Jahren als soziales Konstrukt entlarvt und unter großen analytischen Anstrengungen in seine diskursiven Bestandteile zerlegt werden konnte, beim Tango wird es wieder Natur. Für einen Abend regieren archaische Instinkte, befiehlt der Körper dem Geist, der Mann der Frau.“

Im klassischen Tango ist das Bewegungsrepertoire betont geschlechtsspezifisch festgelegt. Der Frau fallen die „bodenferneren“, dekorativen und anmutigen Elemente des Tanzes zu. Sie „glänzt“ durch kunstvolle Verzierungen, z. B. boleos, und durch weiche, runde und hüftbetonte Bewegungen wie ochos (die Tänzerin beschreibt mit ihren Füßen eine Acht). Bei einer Sentada gibt sie gar den Bodenkontakt völlig auf und sitzt auf dem Oberschenkel des Mannes. Der Mann hingegen tanzt „bodennah“. Zu seinem Repertoire gehören die härteren, abrupteren Bewegungen wie beispielsweise paradas (Stopps), cortes (Unterbrechungen), sacadas (Wegschleudern des Beins der Partnerin), barridas (Fußschieber) und taconeo (Aufstampfen). Er ist für die Stabilität des Paares verantwortlich. Er stützt seine Partnerin bei allen Figuren, in denen sie sich im labilen Gleichgewicht befindet.
Während Standardtänze festgelegte Schrittfolgen besitzen, wird der Tango Argentino in völliger Improvisation getanzt; er kennt nur kleine Elemente, die frei kombinierbar sind. Jeder Schritt ist eine neue Entscheidung, und traditionell ist der Mann der Choreograph, der durch eindeutige Körpersprache den Tanz ganz spontan, ohne vorherigen Plan, organisiert. Dieses Wechselspiel heißt im Spanischen Marcar y responder („Zeichengeben und antworten“). Ohne klare Signale (marcas) von Seiten des Mannes kann die Frau nicht antworten (responder), sich nicht entfalten. Diese Führungssignale des Mannes sind als „Einladung“ zu verstehen: folgt die Frau nicht, so muss der geschickte Tanguero – für Zuschauer unbemerkbar – sofort eine andere Bewegungsfolge vorschlagen:

„Eine Frau ist in der Lage, einen Tänzer vollkommen zu blockieren, und jeder noch so gute Tänzer kann mit einer Frau, die ‚nicht folgt‘, wie ein Anfänger aussehen. Man könnte es folgendermaßen darstellen: Der Mann schlägt eine Bewegung vor, und der Frau bleibt es überlassen, ob und wie sie diese ausführt. Ohne ihre Kooperation kann er nicht tanzen.“

Die Frau gleitet rückwärts über die Tanzfläche, der Mann schreitet vorwärts und muss alles im Blick haben, denn er trägt die Verantwortung, seine Partnerin sicher und ohne Zusammenstoß mit anderen Paaren über die Tanzfläche zu führen:

„Während die Frau die Augen schließen und sich ganz der Musik, dem Tanz und den ‚starken Armen des Mannes‘ hingeben kann, übernimmt der Mann die weniger entspannende Rolle des Schützens und des Aufpassens.“

Ebenfalls im Rahmen der Aufforderungsrituale übernimmt der Mann auf traditionellen Milongas eine dominierende Rolle.
Der Tango gilt als erotischer Tanz, bei dem sich aufgrund der ungewohnt großen Nähe eine knisternde sinnlich-flirtende Spannung zwischen Mann und Frau aufbaut. Um dem traditionellen Frauenbild im Tango zu entsprechen, schön auszusehen und verführerisch zu wirken, werfen sich Tangueras, nicht nur in Shows, sehr oft in gewagte Mode:

„Obwohl er gesellschaftsfähig wurde, hat der Tango seinen erotischen Reiz bewahrt […]. Ein großer schlanker Mann im besten Alter holt eine Frau vom Nebentisch zum Tanzen. Er legt den Arm um sie, sanft und doch bestimmt führt er sie in die Bewegung hinein, die hohen Absätze zeichnen auf den Boden eine unsichtbare Acht. Dann stoppt er sie. Ihr Bein, in schwarzes Netz gehüllt, schiebt sich an seinem Bein entlang, streicht über die graue Hose, spielt ein wenig. Er läßt ihr Zeit für die Verzierung, genießt – dann führt ein Impuls seines Oberkörpers sie in eine neue Schrittfolge.“

### Analyse und Aufbrechen der Geschlechterrollen
Diese konventionellen tangospezifischen Geschlechterrollen zu übernehmen, fällt vielen Frauen und Männern nicht leicht:

„Moderne Frauen haben gelernt, die Verantwortung zu tragen, sich nicht führen zu lassen, selbst kreativ zu sein. […] Aber auch für europäische Männer stellt der Tango eine Herausforderung dar: hier müssen sie zielsicher und selbstbewußt ‚die Richtung vorgeben‘, bestimmend sein, aber auch die Verantwortung tragen. Es liegt nahe, daß vielen dies in einer Gesellschaft, die sagt, daß Männer den Frauen keine ‚Entscheidungen aufzwingen‘ sollen und daß jeder für sich selbst die Verantwortung trägt, schwerfällt.“

Um diese heteronormative Geschlechterrollenverteilung aufzubrechen, um die Geschlechterrollen (gender roles) im Tanz spielerisch zu hinterfragen und um Lesben, Schwulen, Bisexuellen und Transgendern – der LGBT-Gemeinschaft – eine Heimat im Tango zu geben, entstand in den 1980er Jahren die Idee des Queer Tangos.

### Tangotanzen jenseits der Gender-Grenzen
In der Queer-Tango-Szene werden beim Queer Tango – neben der traditionellen Form – die führenden und folgenden Rollen sowohl aus Frau-Frau-, Mann-Mann-, als auch aus Frau-Mann-Tanzpaare gebildet, die sich jenseits der traditionellen Klischees bewegen. Dabei tauschen Führende und Folgende während einer Tanda – manchmal sogar inmitten desselben Tanzes – die Rollen, um bessere Genderkompetenz, größere innere Achtsamkeit und höhere Sensibilität zu entwickeln.
Die Grundidee der Queer-Tango-Bewegung besteht darin, Tango unabhängig von sexuellen Identitäten verstehen zu wollen, wobei heterosexuelle Tangueras und Tangueros keineswegs ausgegrenzt werden sollen. Sie sind eingeladen, mit dem Rollentausch im Tango zu experimentieren. Dies stellt eine Herausforderung dar, denn der Rollentausch erfordert eine große emotionale und geistige Umstellung, einen Mindset-Change. Männer lernen, die grazilen Bewegungselemente des traditionell „weiblich“ genannten Repertoires zu tanzen und entwickeln eine schärfere Wahrnehmung für die Feinheiten des Geführtwerdens. Frauen erweitern im Rollentausch ihre tänzerische Kreativität. Sie lernen, choreographisch vorauszudenken und eignen sich die Techniken der führenden Körpersprache an:

„Eine große Umstellung bedeutet auch der ‚Mindset-Change’: Führen heißt bestimmen, jederzeit sicher zu sein, was als nächstes geschehen wird. Für viele Frauen ist dies eine ungewohnte Situation, wenn sie bis dahin im traditionellen Rollenbild der hingebungsvollen, mit geschlossenen Augen folgenden Frau getanzt hat. Doch genau wie die Frauen haben auch Männer, die sich entscheiden, öfter folgen zu wollen, mit der Rollen-Umstellung zu kämpfen: nur körperlich zuhören, anstatt die (sattsam bekannten) Schritte vorwegzunehmen, dabei zugleich den Körper an die weiblicheren Bewegungsmuster (Ochos, Drehungen) zu gewöhnen und bei alledem die Achse so stabil wie möglich zu halten.“

Durch dieses Hineinschlüpfen in die jeweils andere Rolle erweitern Frauen und Männer nicht nur ihre tänzerische Kompetenz, sondern sie werden außerdem mit der Cross-Gender-Problematik konfrontiert und zur Reflexion über das Anliegen der Gender-Forschung, die Unterscheidung von biologischem Geschlecht und Geschlechterrollenverhalten, angehalten: Doing Tango – Performing Gender, wie Annette Hartmann (siehe Literatur) diesen geistig-emotionalen Prozess formelhaft auf den Punkt gebracht hat.

„Bei einigen kann der Tango dazu dienen, ihre Geschlechterrolle zu finden oder neu zu definieren, andere mag er mit seinen spezifischen Rollenanforderungen verschrecken oder verunsichern.“

## Geschichte der Queer-Tango-Bewegung
Die genaueren Umstände der Entstehung des Tangos als Paartanz liegen im Dunkeln. Beim Rückblick in seine Geschichte leuchten immer wieder Bilder von gleichgeschlechtlichen Tanzpaaren auf. Auch Jorge Luis Borges vertrat die These, nach der Männer den Tangotanz erfanden und ihn ursprünglich nur als gleichgeschlechtliche Männerpaare untereinander tanzten, oft vor oder in Bordellen:

„Der argentinische Dichter Jorge Luis Borges spricht aus, was die Historiker des Tangos wissen: daß der Ursprung des Tanzes in den Bordellen liegt. ‚Es fehlt nicht an zusätzlichen Bestätigungen: die lüsternen Tanzfiguren, die offensichtliche Anzüglichkeit gewisser Titel‘ – El choclo (der Maiskolben), El fierrazo (das Schüreisen) – ‚der Umstand, den ich als Kind in Palermo und Jahre später in La Chacarita und in Boedo beobachten konnte: An den Straßenecken tanzten Männer zusammen, weil die Frauen aus dem Volk nicht an einem Schlampenschwof teilnehmen wollten.‘“

Als Motiv für die Bildung der Mann-Mann-Tanzpaare wird zum einen der Frauenmangel in der rioplatensischen Bevölkerung um 1900 angeführt und zum andern auf die Anrüchigkeit des engen Körperkontaktes verwiesen. Keine „anständige“ Frau durfte damals so in der Öffentlichkeit tanzen:

„In einer Atmosphäre aus Kleinkriminalität, Prostitution und Frauenhandel wurde die frühe Form des Tango nicht selten in Bordellen getanzt. Wegen des ständigen Frauenmangels taten sich oft auch zwei Männer zusammen.“

Als Mann-Frau-Paartanz wurde der Tango in Lateinamerika erst nach einem Umweg über Paris salonfähig, allerdings in einem von cortes und quebradas (abrupten Brüchen und Verrenkungen) bereinigten Stil. Gleichzeitig sind aus den Jahren 1910/1920 französische Postkarten überliefert, welche gleichgeschlechtliche Frauen-Tanzpaare darstellen.
Allerdings bleibt unklar, ob es sich dabei um Lesbenpaare handelt oder um gestellte Posen für voyeuristische Männeraugen.
Die heutige Queer-Tango-Bewegung ist sich dieses gleichgeschlechtlichen historischen Ursprungs des Tangos mit seiner meist verheimlichten homoerotischen Konnotation bewusst und knüpft daran an. Sie entstand in der schwul-lesbischen Tangoszene Hamburgs, wo sich Mitte der 1980er Jahre die ersten Tangobegeisterten in einem kleinen Schwulen-Café namens Tuc Tuc in Altona trafen.
Im Jahre 2001 wurde das International Queer Tango Festival in Hamburg ins Leben gerufen. Nach dem Hamburger Vorbild bildete sich nach und nach in einzelnen deutschen Städten eine queere Tangoszene, wie zum Beispiel in Berlin und Köln. Es gibt Tangounterricht für Schwule und Lesben, queere Tango-Workshops, queere Milongas und lokale Queer Tango Festivals.  Das letzte Hamburger Festival wurde im Jahr 2011 durchgeführt. Im selben Jahr entstand das Internationale QueerTango-Festival in Berlin unter der Leitung von Astrid Weiske, das sich in der Folge als größtes Queer-Tango-Festival weltweit etablierte.
Von Deutschland ausgehend verbreitete sich die Queer-Tango-Idee. Regelmäßige Queer-Tango-Festivals gibt es mittlerweile in Berlin, Buenos Aires, Kopenhagen, Mexiko-Stadt, Stockholm, San Francisco, New York und Sankt Petersburg.
In Buenos Aires wurde der Tango bis in das 21. Jahrhundert hinein in der Öffentlichkeit fast ausschließlich in traditioneller Rollenverteilung getanzt, zu Beginn der 2020er Jahre ist das gleichgeschlechtliche Tanzen aber kein Anlass mehr für Clubverweise. 2002 etablierte Augusto Balizano einen wöchentlichen Queer-Tango-Salon, La Marshàll, der seit seiner Gründung von ihm geleitet wird. Darüber hinaus betrieb Mariana Docampo seit 2005 eine wöchentliche Queer Milonga im Buenos Aires Club. Mit dem Entstehen weiterer Angebote zum Queer Tango in Buenos Aires schlossen Balizano und Docampo ihre beiden Events zu einem gemeinsamen monatlichen Tanzabend im Centro Cultural Macedonia unter dem Namen Milonga Tango Queer La Marshall Milonga zusammen. Seit 2006 betreiben sie ebenfalls zusammen das jährliche Buenos Aires Queer Tango Festival.